# دکامتونیوم
دکامتونیوم (انگلیسی: Decamethonium) (Syncurine) یک شل کننده عضلانی دپلاریزه‌کننده یا عامل مسدودکننده عصبی-عضلانی است و در بیهوشی برای القای فلج استفاده می‌شود.

## فارماکولوژی
دکامتونیوم که زمان اثر کوتاهی دارد، شبیه استیل‌کولین است و به عنوان آگونیست جزئی گیرنده استیل‌کولین نیکوتینی عمل می‌کند. در صفحه انتهایی ارادی، باعث دپلاریزاسیون می‌شود و از اثرات بیشتر بر آزادسازی طبیعی استیل کولین از انتهای پیش‌سیناپسی جلوگیری می‌کند و بنابراین از تأثیر محرک عصبی بر روی عضله جلوگیری می‌کند. در فرآیند اتصال، دکامتونیوم صفحه انتهایی ارادی را فعال می‌کند (دپلاریزه می‌کند) - اما از آنجایی که خود دکامتونیوم تجزیه نمی‌شود، غشاء دپلاریزه می‌ماند و به آزادسازی استیل‌کولین طبیعی پاسخ نمی‌دهد.

## موارد منع مصرف/محدودیت‌ها
دکامتونیوم بیهوشی ایجاد نمی‌کند و اثرات آن ممکن است باعث ناراحتی روانی قابل توجهی شود و به طور همزمان ارتباط بیمار را غیرممکن کند. به این دلایل، تجویز دارو به بیمار هوشیار اکیداً توصیه نمی‌شود، مگر در شرایط اضطراری ضروری.
دکامتونیوم سال‌ها به صورت بالینی در بریتانیا استفاده می‌شد، اما اکنون تنها برای اهداف پژوهشی در دسترس است.